# Pur Purr Rid!
Pur Purr Rid! è uno spettacolo televisivo messo in scena da Aldo, Giovanni e Giacomo dal 20 maggio al 10 giugno 2008 in quattro puntate andate in onda su Italia 1 in prima serata. 
Lo show è stato poi pubblicato in home video nel 2009 nel box di DVD Il meglio di Aldo, Giovanni e Giacomo edito da Rizzoli.

## Trama
Aldo, Giovanni e Giacomo sono tre pensionati che si rivedono in ospizio dopo molto tempo e, dopo essersi riconosciuti, insieme cercano di evadere dalla casa di riposo. Tra una scena e l'altra vengono mostrati "pezzi" di precedenti spettacoli e film del trio. Alla fine i tre pensionati cercano di scavalcare il muro della casa di riposo per evadere, ma poi Giovanni scopre che il cancello era aperto, e allora fuggono su delle biciclette.

## Ascolti
La prima puntata venne seguita da 4 185 000 telespettatori totali con uno share del 19.11%. La seconda puntata venne seguita da 3,5 milioni di spettatori raggiungendo uno share del 13,4%.La terza puntata raggiunse i quasi tre milioni di spettatori. La quarta e ultima puntata calò a 2.712.000 telespettatori con uno share del 13,13%.